# Бечварж (лунный кратер)
Кратер Бечварж (лат. Bečvář) — крупный ударный кратер в экваториальной области обратной стороны Луны. Название дано в честь чехословацкого астронома Антонина Бечваржа (1901—1965) и утверждено Международным астрономическим союзом в 1970 г.

## Описание кратера
Ближайшими соседями кратера являются кратер Грегори на севере-северо-востоке; кратер Лав на юго-востоке и кратер Нехо на юге-юго-западе. Селенографические координаты центра кратера — 2°34′ ю. ш. 125°04′ в. д. / 2,57° ю. ш. 125,07° в. д., диаметр — 67 км, глубина — около 2,75 км.

Вал кратера имеет полигональную форму, сильно разрушен. Юго-западная часть вала перекрыта сателлитным кратером Бечварж Q (см.ниже), к северной части вала примыкает сателлитный кратер Бечварж X. Высота вала над окружающей местностью составляет около 1300 м, объем кратера — 4000 км³. Дно чаши кратера отмечено множеством небольших кратеров. Местность вокруг кратера покрыта яркими породами, выброшенными при импакте, образовавшем кратер Нехо.

## Сателлитные кратеры
| Бечварж | Координаты                                            | Диаметр, км |
| ------- | ----------------------------------------------------- | ----------- |
| D       | 1°49′ ю. ш. 127°25′ в. д. / 1,81° ю. ш. 127,41° в. д. | 10,9        |
| E       | 1°59′ ю. ш. 127°55′ в. д. / 1,98° ю. ш. 127,91° в. д. | 16,2        |
| J       | 3°50′ ю. ш. 126°48′ в. д. / 3,84° ю. ш. 126,80° в. д. | 47,2        |
| Q       | 3°09′ ю. ш. 124°19′ в. д. / 3,15° ю. ш. 124,31° в. д. | 27,5        |
| S       | 3°18′ ю. ш. 121°24′ в. д. / 3,30° ю. ш. 121,40° в. д. | 15,6        |
| T       | 2°07′ ю. ш. 122°06′ в. д. / 2,12° ю. ш. 122,10° в. д. | 26,1        |
| X       | 1°00′ ю. ш. 124°28′ в. д. / 1,00° ю. ш. 124,47° в. д. | 26,3        |

- Образование сателлитного кратера Бечварж J относится к нектарскому периоду[3].